# Riskware
Riskware é um programa de computador, que às vezes não teve intenção de ser um malware, mas têm funções de segurança críticos. Essas funções podem ser usadas para iniciar ou parar um processo ou serviço do computador.
Riskware pode ser executado e mal utilizado por um malware e isto em certos casos, é anunciado pelo programa antivírus.

## Programas Hackers
Muitas vezes programas Crackers acabam tendo este problema de Riskware, a exemplo temos o Msn 8.5 Beta, os antivírus podem reconhece-lô assim por ser uma ferramenta hacker.